# 후크 (영화)
《후크》(영어: Hook)는 1991년에 미국에서 개봉한 영화이다. 어른이 된 피터팬과 그 동안 복수를 벼러 온 후크 선장의 재대결이 이루어진다. 사업에 몰두하느라 여념이 없던 피터 배닝은 고아인 자신을 키워준 웬디를 10년 만에 찾아간다. 웬디에게 바치는 고아 병원의 개원식에서 연설을 하기 위해서다.
그러나 때마침 마법의 섬 네버랜드(neverland)에서 온 후크 선장이 피터의 아이들인 잭과 매기를 납치해 사라진다.
요정 팅커벨은 자신의 옛 모습을 전혀 기억하지 못하는 피터를 마법의 섬 네버랜드로 데리고 가는데...
월트 디즈니의 피터팬과 완전히 대조적인 영화이며 아울러 피터팬 2하고도 다르다. 디즈니의 피터팬2에서는 피터팬이 여전히 어린 소년의 주인공으로 남게 되었고 웬디는 할머니가 아닌 엄마로 등장하여 웬디의 딸 제인을 중심으로 이야기가 전개되기 때문이다. 제인은 네버랜드로 가서 경험을 통해 네버랜드가 현실에 존재하다는 사실을 깨닫게 되는 이야기다.

## 줄거리
피터 배닝은 기반을 갖춘 40세의 미국인 변호사이며, 사랑하는 아내와 남매가 있는 그야말로 부러울것 없는 사내, 허나 그는 사업에만 몰두하고 가족들의 일엔 점점 소홀해지고, 아들 잭의 야구 시합에도 사업 때문에 참석하지 못한다.
한편 아내 모이라와 할머니인 웬디는 평생동안 고아들을 위해 헌신하였고, 피터 배닝도 웬디가 데려다 키운 고아 출신. 피터는 웬디에게 바치는 고아병원 개원식에 연설을 하러 런던으로 비행기를 타고 떠나는데, 실은 그는 고소 공포증 환자이다. 10년만에 찾는 피터를 웬디는 따뜻하게 맞이하고 피터는 성공리에 연설을 마치는데 딴 세상인 네버랜드(neverland)에서 온 후크선장은 피터 배닝의 자녀인 잭과 매기를 납치한다. 웬디는 피터의 과거시절인 피터 팬의 기억을 일깨워 주려 노력하지만, 피터는 자신의 과거가 기억나지 않는다.
한편 요정 팅거벨은 피터 배닝을 네버랜드로 데려가고, 거기서 피터 배닝은 무모하게 나서다 후크선장에게 잡히고 만다. 후크는 피터 배닝에게 날아서 애들의 손을 만지면 풀어주겠다고 조롱하나 아직도 피터 배닝은 네버랜드의 세계와 현실을 구분하지 못한다. 위기의 순간 팅거벨은 후크 선장에게 3일간의 여유를 주면 옛날의 피터 팬으로 변하게 할테니 그때 정정당당히 싸우자고 한다. 순간의 자만에 도취된 나머지 후크는 피터 배닝을 놓아준다.
팅거벨의 도움으로 위기를 벗어난 피터 배닝은 이전의 동료들인 네버랜드의 고아들과 같이 훈련하면서 자신의 기억을 찾으려 애를 쓰는데. 후크의 부하인 스미는 피터 배닝의 자식들을 후크선장의 편으로 만들면 피터 팬에게 더할 나위없는 복수가 될것이라 설득하여, 피터 배닝의 아들 잭에게 여태 피터 배닝이 소홀이 한점을 이용하여 끈질기게 설득하여 자신의 편으로 만든다. 한편, 피터 배닝은 고아들과 훈련들을 통하는 동안 자신의 기억들을 되찾고 '행복한 생각'을 하여 드디어 하늘을 나는데 성공한다. 또한 요정 팅거벨을 사랑하게 된다.
이윽고 약속한 날이 되어 맞서게 된 후크선장과 피터팬. 피터팬은 아들 잭이 후크의 편이 되어 있는 것을 보고 큰 충격과 아울러 자기 편 고아의 대표적인 대장이었던 루피오까지 살해되었으나, 후크선장을 물리치고 사랑으로 아들과 딸을 되찾는다. 그리고 피터팬은 후크선장에게 "죽이지 않아도 너를 보고 싶지 않으니까 당장 네버랜드를 떠나라"라고 경고한다. 이에 후크선장은 얼른 피터팬을 죽이려고 했으나 팅커벨이 막아섰고 피터팬은 이어 악어 동상이 있는 곳에 갈고리를 집어넣는 바람에 악어가 움직이기 시작하여 악어가 후크 선장 쪽으로 떨어졌다. 그런데 후크 선장은 자기 엄마를 보고 싶다면서 스스로 자살을 한다. 이에 피터팬과 고아들은 크게 기뻐한다.
그런데 피터팬은 이제 할 일을 다 했고 이미 사실상 자기의 본래 정착지가 네버랜드가 아닌 현실세계에 정착되어 거기서 두 명의 자식까지 존재했기 때문에 고아 동료들에게 작별을 인사하고 자식 두 명을 데리고 떠나려 했다. 그러자, 고아들은 떠나지 말라고 거절했으나 먼저 팅커벨에게 마법의 가루를 뿌려 피터팬의 자식들을 날아 집으로 가게 했다.
그리고 고아 동료들에게 칼을 물려주고 뚱보에게 대장으로 임명한 후, 그들과 작별을 했다. 그러나 비록 고아들과는 헤어졌고 이제는 네버랜드에 관련된 얘기는 절대로 하지 않은 채 다시 현실세계로 돌아가 원래 보통 사람으로 돌아가겠지만, 피터팬은 옛날 어릴 시적 피터팬 추억과 네버랜드의 기억들은 잊지 않은 채 돌아갔다.
한편, 피터팬이 집 근처에 도착한 동안 후크 선장의 부하 스미가 어느 새 청소부로 취직하여 다정다감하게 한 마디 인사를 건네고 지나간다. 그리고 런던으로 다시 돌아온 피터팬과 웬디와 자식들과 아내가 본격적으로 행복한 마음과 피터팬의 본래 마음 자세 행동으로 사이좋게 나누면서 끝이 난다.

## 배역
- 로빈 윌리엄스 - 피터 배닝 / 피터 팬
- 더스틴 호프먼 - 제임스 후크
- 줄리아 로버츠 - 팅커벨
- 밥 호스킨스 - 스미
- 캐럴라인 구돌 - 모이라 배닝
- 매기 스미스 - 노년 웬디
- 찰리 코스모 - 잭 배닝
- 엠버 스콧 - 매기 배닝
- 단테 바스코 - 루피오
- 귀네스 팰트로 - 소녀 웬디
- 라이언 프랜시스 - 소년 피터팬
- 아서 말렛 - 투틀스
- 돈 S. 데이비스 - 필즈 박사

## 한국어 더빙 성우진

### MBC (1994년 1월 1일)
- 김도현 - 피터팬 (로빈 윌리엄스)
- 김기현 - 후크 선장 (더스틴 호프만)
- 박영희 - 팅커벨 (줄리아 로버츠)
- 황일청 - 스미 (밥 호스킨스)
- 김은영
- 박소현
- 임수아
- 김명수
- 김순선
- 이종오
- 김수희
- 박기량
- 이미자
- 홍혜정
- 김정신
- 이종혁
- 배주영
- 조예신
- 최원형

### KBS (2012년 8월 31일)
- 배한성 - 피터팬(로빈 윌리엄스)
- 이정구 - 후크(더스틴 호프만)
- 이선 - 팅커벨(줄리아 로버츠) / 어린 피터팬(라이언 프란시스)
- 이선영 - 웬디(매기 스미스)
- 유해무 - 스미(밥 호스킨스)
- 이장원 - 투틀스(아서 말레)
- 소연 - 잭(찰리 코스모)
- 은정 - 모이라(캐럴라인 구돌) / 어린 웬디(귀네스 팰트로)
- 최하나 - 리자(로렐 크로닌)
- 박영재 - 경찰(필 콜린스)
- 박지윤 - 매기(엠버 스콧)
- 남도형 - 루피오(단테 바스코) / 야구 코치(스콧 윌리엄슨)
- 김상백 - 브레드(제프리 로워)
- 권문정 - 직원(브렌다 아이작 부스)

## 같이 보기
- 피터팬